# Orlando Santiago
Orlando Santiago, né le 1er novembre 1975 à Bayamón, à Porto Rico, est un ancien joueur portoricain de basket-ball. Il évolue durant sa carrière au poste de meneur.

## Palmarès
- Finaliste du championnat des Amériques 1997
- 3e des Jeux panaméricains de 1999 et 2003